# أبناء كيتي إلدر (فلم)
أبناء كيتي إلدر (The Sons of Katie Elder) فيلم أمريكي صدر عام 1965 بطولة جون وين ودين مارتن، تم تصوير الفيلم في المكسيك.

## القصة
يحكي الفيلم قصة أبناء كيتي إلدر الأربعة وهم جون (جون وين) وهو مقاتل محترف ومشهور وتوم (دين مارتن) لاعب قمار محترف وباد الأخ الأصغر وهو طالب جامعة ومات وهو مزارع، يعودون في عام 1898 إلى بلدتهم لحضور جنازة أمهم، فيشعرون بالأسف لأن لم يحقق أحد منهم أحلامها، فيقررون إرسال باد إلى الجامعة ولكن باد يريد أن يصبح مثل إخوانه الكبار، يدعي مورغان هاستينغ مليكته لمزرعة آل إلدر ويقول بأنه ربحها بعد أن فاز على أبيهم باس إلدر في لعبة جاك بلاك، وقد قتل أبيهم بعد هذه اللعبة برصاصة في الظهر، والقاتل لا يزال مجهولا، يشك جون في الموضوع ويقول بأن أباه لم يكن يحب لعبة جاك بلاك وكان يصفها بأنها «لعبة نساء» ولو شاهد أي من أبناؤه يلعبها لقتله، ويبدأ من هنا الصراع بين أبناء إلدر ومورغان هاستينغ.

## وصلات خارجية
- أبناء كيتي إلدر على موقع IMDb (الإنجليزية)
- أبناء كيتي إلدر على موقع ميتاكريتيك (الإنجليزية)
- أبناء كيتي إلدر على موقع الموسوعة البريطانية (الإنجليزية)
- أبناء كيتي إلدر على موقع روتن توميتوز (الإنجليزية)
- أبناء كيتي إلدر على موقع نتفليكس (الإنجليزية)
- أبناء كيتي إلدر على موقع ألو سيني (الفرنسية)
- أبناء كيتي إلدر على موقع Turner Classic Movies (الإنجليزية)
- أبناء كيتي إلدر على موقع أول موفي (الإنجليزية)
- أبناء كيتي إلدر على موقع بوكس أوفيس موجو (الإنجليزية)
- أبناء كيتي إلدر على موقع فيلمافينيتي (الإسبانية)